# Vilar Seco
Vilar Seco es una freguesia portuguesa del municipio de Vimioso, con 23,08 km² de superficie y 220 habitantes (2001). Su densidad de población es de 9,5 hab/km².
En la localidad, además del portugués se utiliza el mirandés, variedad de la lengua asturleonesa.